# Mamie E. Locke

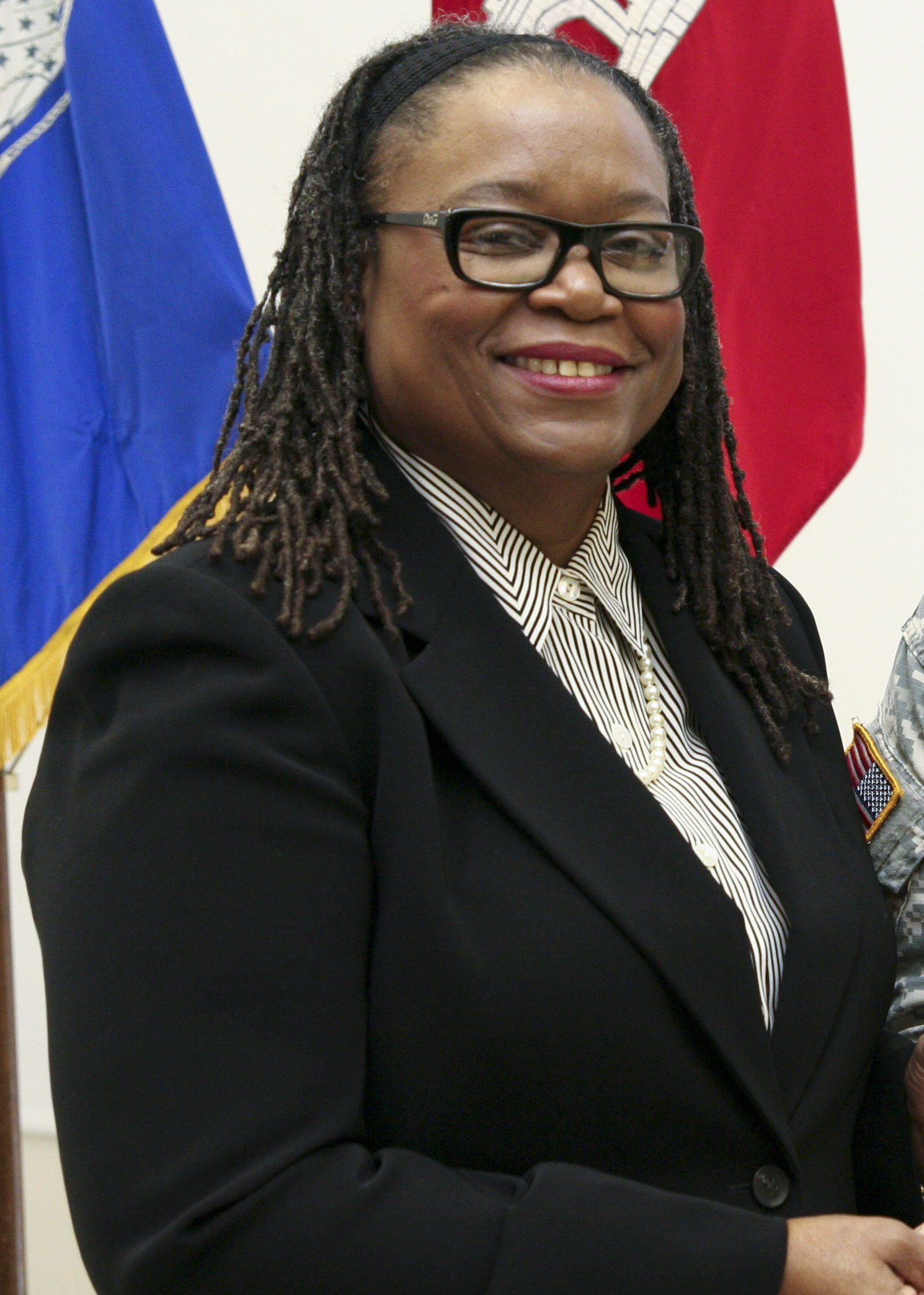
Mamie E. Locke

Mamie E. Locke (* 19. März 1954 in Brandon, Mississippi) ist eine US-amerikanische Politikwissenschaftlerin und Politikerin (Demokratische Partei). Seit 2004 ist sie Senatorin im Senat von Virginia und vertritt dort den 2. Distrikt.

## Leben
Locke besuchte das Tougaloo College und erhielt dort 1976 einen Bachelor of Arts in Geschichts- und Politikwissenschaft. Danach studierte sie Politikwissenschaft an der Atlanta University, wo sie 1978 einen Master of Arts erhielt und 1984 ihren Ph.D. machte. 1986 besuchte sie die Amerikanische Universität Kairo.
Locke ist Professorin für Politikwissenschaft an der Hampton University und übt seit 1996 das Amt des Dekans der School of Liberal Arts, einer Fakultät der Universität, aus.
Lockes politische Karriere begann in Hampton, Virginia. Von 1996 bis 2004 gehörte sie dem Hampton City Council an. In dieser Zeit bekleidete sie von 1998 bis 2000 das Amt des Vizebürgermeisters sowie von 2000 bis 2004 das des Bürgermeisters. 2003 wurde sie in den Senat von Virginia gewählt. 2007 und 2011 konnte sie ihr Mandat jeweils verteidigen.
2001 erhielt sie den Martin Luther King Memorial Award der Old Dominion University.